# Нефтебаза (Томская область)
Нефтебаза — деревня в Молчановском районе Томской области, Россия. Входит в состав Наргинского сельского поселения. Население 15 чел. (2021) .

## История
В соответствии с Законом Томской области от 9 сентября 2004 года № 196-ОЗ «О наделении статусом муниципального района, сельского поселения и установлении границ муниципальных образований на территории Молчановского района» деревня вошла в состав Наргинского сельского поселения.

## География
Находится у р. Обь, в лесной местности, и примыкает к кварталам села Сарафановка. Через Сарафановку выезд на автомобильную дорогу «Северо-широтный коридор» (69К-2).

## Население
| 2002 | 2008 | 2010 | 2012 | 2013 | 2014 | 2015 | 2021 |
| ---- | ---- | ---- | ---- | ---- | ---- | ---- | ---- |
| 21   | ↗26  | ↘23  | ↘22  | ↘21  | ↘18  | ↗19  | ↘15  |

## Инфраструктура
Обслуживание нефтебазы

## Транспорт
Водный (по Оби) и автомобильный (выезд на трассу 69К-2) транспорт.